# Schizura conspecta
Schizura conspecta är en fjärilsart som beskrevs av Edwards 1875. Schizura conspecta ingår i släktet Schizura och familjen tandspinnare. Inga underarter finns listade.